# Manufaktur

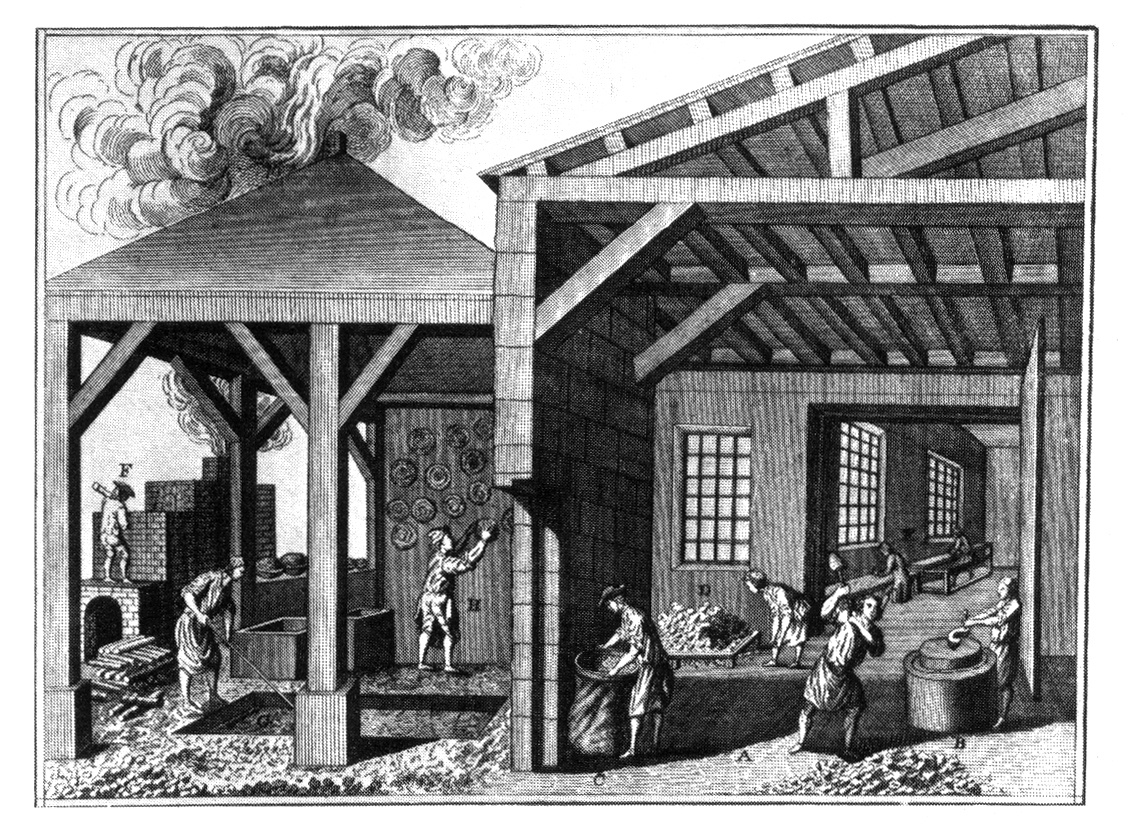
Porslinsmanufaktur från början av sjuttonhundratalet.

Manufaktur (latin manu facere, tillverka för hand) var ursprungligen verkstad, där råmaterialet huvudsakligen  bearbetades manuellt. När maskiner alltmer tog över arbetet, menas fabrik. Manufaktur kan sägas vara steget mellan hantverk och industri. 

## Definition
Manufaktur var en enklare form av tillverkningsindustri, ett mellanting mellan hantverksmässig tillverkning och fabriks drift. Det innebar att många hantverkare arbetade under en gemensam arbetsledning, oftast även i samma lokal. Tillverkningen var fortfarande hantverksmässig. Det handlade till exempel snarare om att 20 skomakare var anställda av samme mästare och arbetade i en gemensam verkstad än om en regelrätt skofabrik. Bland fördelarna kan nämnas att ägaren kunde kosta på sig en mer komplett verktygsuppsättning samt att man kunde tillverka varor utan att direkt ha en beställare av dem.

## Specialisering
Med tiden delades arbetet upp så att olika hantverkare specialiserade sig på olika moment. Därmed kunde tillverkningstakten och kvaliteten höjas och de första stegen mot en modern industri hade tagits. Genom uppdelningen på olika moment ställde manufakturen inte lika höga krav på de anställdas kunnande. Att bli anställd "på golvet" i en manufaktur krävde därför inte mästarbrev, så länge man var tillräckligt duktig på de moment i produktionen man var ålagd att utföra. 

## Inget skråtvång
Manufakturerna stod utanför skråordningen. I Sverige måste manufakturisten vara utlärd mästare, men han och hans anställda varken fick eller måste tillhöra ett skrå.